# スーパーカミオカンデ

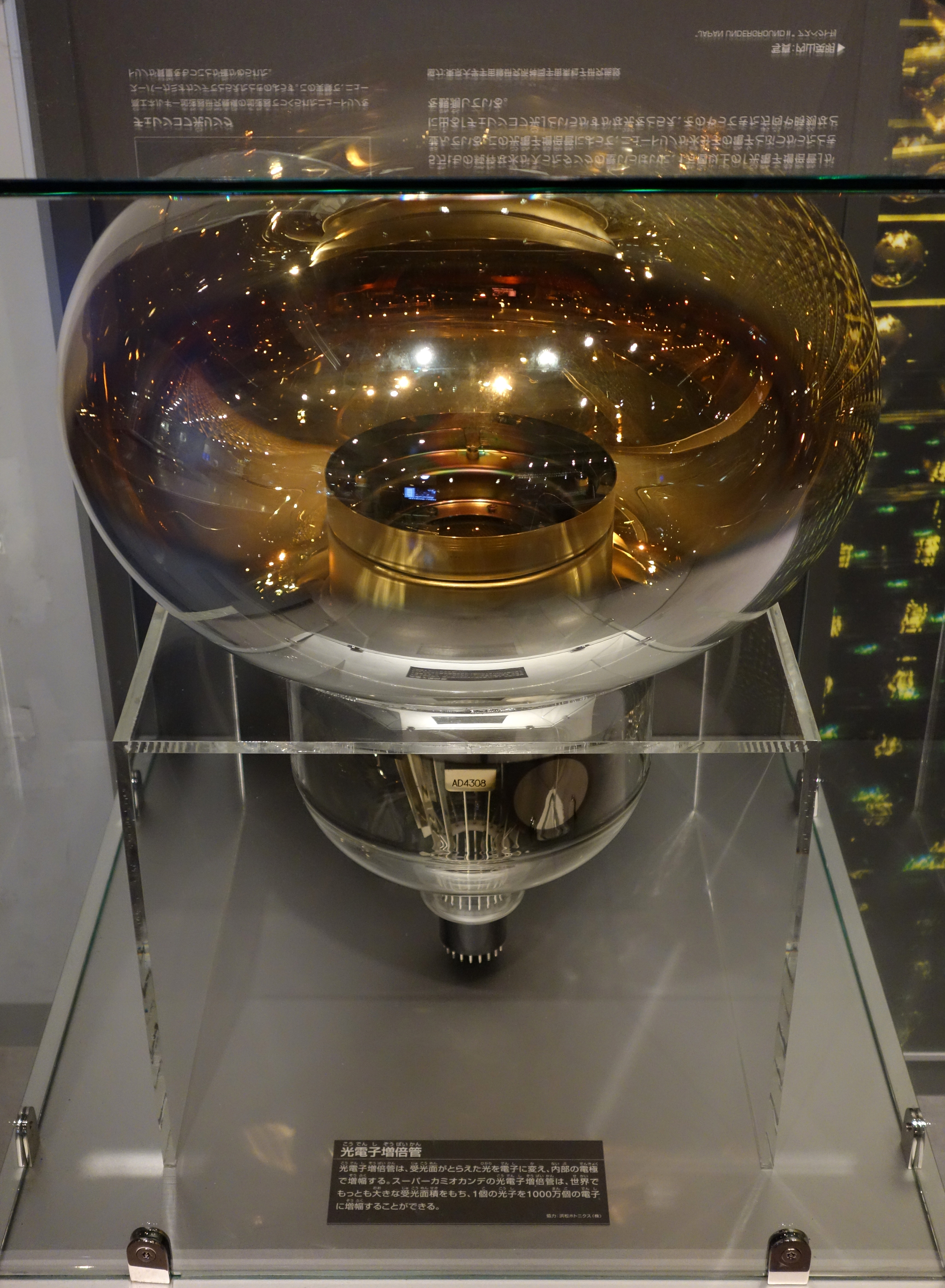
スーパーカミオカンデに設置されている光電子増倍管（国立科学博物館の展示。浜松ホトニクス製）

スーパーカミオカンデ（英語: Super-Kamiokande）は、岐阜県飛騨市神岡町旧神岡鉱山内の地下1000mに設置された、東京大学宇宙線研究所が運用する世界最大の水チェレンコフ宇宙素粒子観測装置である。Super-Kと略されることもある。ニュートリノの性質の全容を解明することを目的として、1991年12月に着工され、1996年4月より運用を開始した。

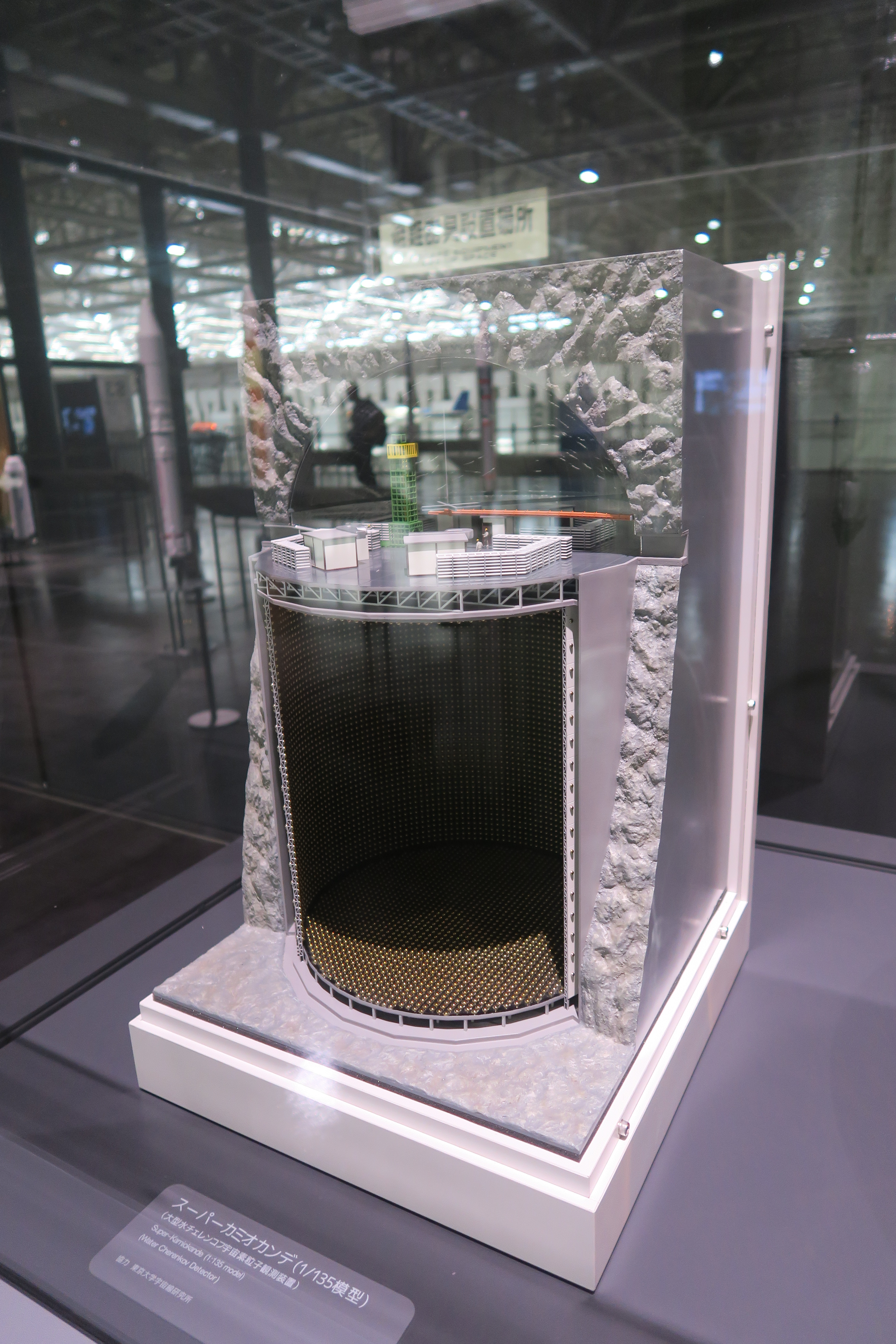
1/135の模型（岐阜かかみがはら航空宇宙博物館）

スーパーカミオカンデの検出器は、小柴昌俊のノーベル賞受賞研究の元となったカミオカンデと原理は同じだが性能は大きく向上した。5万トンの超純水を蓄えた直径39.3m、高さ41.4mの円筒形タンクの内壁に光電子増倍管と呼ばれる約1万3千本の光センサーが設置されている。飛来したニュートリノが貯水槽内を通過する際に、ごくまれに水分子と衝突して電子や陽電子などの荷電粒子が叩き出される。これらの粒子が水中の光の速度よりも速く水中を走るときに現れるチェレンコフ光を、光電子増倍管により検出する仕組みである。
1998年、大気ニュートリノの観測により、ニュートリノが飛行する間にその種類が変化する現象（ニュートリノ振動）を発見した。2015年、この研究を率いた宇宙線研究所長梶田隆章が「ニュートリノが質量を持つ事を示す、ニュートリノ振動現象の発見」の成果によりノーベル物理学賞を受賞した。
2020年8月より、スーパーカミオカンデの純水中にガドリニウムを加え、新生スーパーカミオカンデとして観測を開始した。これによりニュートリノの観測感度向上、特に「超新星背景ニュートリノ」の観測を目指している。

## 目的と研究成果

### ニュートリノの性質の研究
ニュートリノの質量やそれらの混合行列に関する詳細な分析を、大気ニュートリノ、太陽ニュートリノ、人工ニュートリノなどを用いて研究している。

#### ニュートリノ振動
ニュートリノは、反応した際に放出する荷電レプトンによって電子ニュートリノ（νe）、ミューニュートリノ（νμ）、タウニュートリノ（ντ）に分けられる。ニュートリノが飛行する間に、量子力学的な効果でニュートリノの種類が入れ替わる現象をニュートリノ振動と呼ぶが、このような現象が生じるためには、ニュートリノが質量を持つことと、混合していることの両条件が必要である。旧カミオカンデにおいて、宇宙線が大気中で反応して発生する大気ニュートリノを観測した結果、理論値ではνμとνeの比はほぼ2となるはずであったが、得られた値はおよそ1.2と小さな値であった。これはニュートリノ振動によるものと考えられたが、サンプル数が277事象と少ないため十分な支持は得られなかった。
カミオカンデを大きく上回る規模と精度を持つスーパーカミオカンデは、運用開始当初からこのニュートリノ振動の検出に利用された。東京大学宇宙線研究所教授の梶田隆章率いるグループがスーパーカミオカンデにおける535日間の観測で4654事象を分析して得られた結果は、やはり理論値の63〜65%程度で有意に小さな値であった。さらにニュートリノが飛来してきた角度を分析し、上方向からのものはνμの数が予測値と合致した一方、長距離を飛来してきた下方向からのものはντに振動し、数が約半分に減っていることがわかった。これはニュートリノ振動を想定しなければ説明がつかない結果であり、ニュートリノ振動の最初の発見となった。1998年、梶田は岐阜県高山市で開催されたニュートリノ国際会議においてこの研究結果を報告した。この研究成果により梶田は2015年のノーベル物理学賞を受賞した。

#### 太陽ニュートリノ問題
太陽における核融合反応の際、大量の電子ニュートリノが発生する。地球上でこの太陽ニュートリノを観測した結果は、標準太陽モデルから得られる予想値に比べて3分の1から半分程度しかなく、長らく「太陽ニュートリノ問題」として議論されてきた。
2001年、カナダのサドベリー・ニュートリノ天文台（SNO）は、重水を使った実験により電子ニュートリノが重陽子と反応して電子を生む反応（荷電カレント反応）の観測結果を報告した。一方スーパーカミオカンデは、SNOよりも高精度の電子弾性散乱の検出により太陽ニュートリノ全体の観測を行っていた。この2つの観測結果には有意な違いがあり、太陽ニュートリノ問題の原因がニュートリノ振動であることの有力な根拠となった。SNOでの研究を率いたクイーンズ大学教授アーサー・B・マクドナルドは、2015年のノーベル物理学賞を梶田隆章とともに受賞した。

#### 第3の振動モード
1999年、つくば市の高エネルギー加速器研究機構で作ったνμを、250km離れたスーパーカミオカンデで捉える実験（K2K実験）が開始された。これは世界初の人工ニュートリノによる実験であった。K2K実験は2004年まで行われ、観測の結果、大気ニュートリノで発見されたニュートリノ振動を99.9%以上の精度で確認することができた。
2009年には、茨城県東海村の大強度陽子加速器施設（J-PARC）で作られたニュートリノビームを295km離れたスーパーカミオカンデに打ち込むT2K実験が開始された。ニュートリノの混ざり具合を示す3つの混合角のうちθ13だけは未測定であり、この発見が期待されていた。2011年6月、ミューニュートリノから電子ニュートリノへ変化する「電子ニュートリノ出現事象」を示唆する観測結果を世界で初めてとらえ、混合角θ13が予想されていた値よりは大きい可能性を指摘した。2013年には実際にミューニュートリノから電子ニュートリノへの変化を世界で初めて観測し、ポンテコルボ・牧・中川・坂田行列が示唆するようにニュートリノが3世代間で混合していることを明らかにした。この業績により、高エネルギー加速器研究機構教授小林隆、京都大学教授中家剛が2014年度の仁科記念賞を受賞した。

### ニュートリノを利用した星や宇宙の観測
太陽や超新星爆発によって生成されるニュートリノを観測することにより天文現象の解明を目指すニュートリノ天文学が発達しつつある。
1987年2月23日、東京大学教授小柴昌俊らはカミオカンデによって大マゼラン雲で起こった超新星爆発SN 1987Aからのニュートリノバーストを観測し、同年4月に発表した。これは超新星爆発の理論モデルの妥当性を裏付けるものであり、一般にはこの出来事をもってニュートリノ天文学の幕開けとされる。小柴はこの業績により1989年に日本学士院賞を受賞、2002年にノーベル物理学賞を受賞した。
スーパーカミオカンデでは、超新星爆発が銀河中心で起こった場合、超新星ニュートリノを約8000例捕獲することが可能とされ、絶え間なく監視を続けている。超新星爆発からの光はニュートリノよりも遅れて星の外に放出されるため、スーパーカミオカンデは光を捉える天文台よりも前にその爆発を観測することができる。

#### 超新星背景ニュートリノの観測
宇宙が誕生してから現在までに、約1017個の星が超新星爆発を起こしてきたと考えられている。宇宙空間にはこの超新星爆発によって放出された「超新星背景ニュートリノ」が存在するはずである。この検出に向けて、2020年8月より、スーパーカミオカンデの純水中にガドリニウムを加え、新生スーパーカミオカンデとして観測をスタートした。これにより、ニュートリノの観測感度向上、特に「超新星背景ニュートリノ」の世界初の観測が期待されている。

### 大統一理論の実験的検証
旧カミオカンデの建設は、大統一理論が予言する陽子崩壊の実証が主な目的であった。この理論の有力候補と考えられていたSU(5)モデルの予想する陽子の寿命は1030-1032年であったが、カミオカンデでは陽子崩壊は観測されず陽子の寿命は1034年以上であることが示され、SU(5)モデルは否定された。なお、SO(10)理論等他のモデルも存在するため、大統一理論という考え方がすべて否定されたわけではない。観測期間が延びれば延びるほど、たとえ極小の確率であっても検出が可能になるため、スーパーカミオカンデでは引き続き陽子崩壊の観測を行っている。

## 名称
陽子崩壊観測を主目的としたカミオカンデは、Kamioka Nucleon Decay Experiment（神岡核子崩壊実験）の略した名称だった。
上記の目的に加え、ニュートリノによる天体観測を当初から目的のひとつとしていたスーパーカミオカンデは、Super-Kamioka Neutrino Detection Experiment（超神岡ニュートリノ検出実験）とSuper-Kamioka Nucleon Decay Experiment（超神岡核子崩壊実験）の双方を略した名称となっている。
スーパーカミオカンデを、東京大学宇宙線研究所附属神岡宇宙素粒子研究施設と紹介する文献もあるが、正確には東京大学宇宙線研究所附属神岡宇宙素粒子研究施設に存在する「装置の名前」がスーパーカミオカンデである。同施設はスーパーカミオカンデを中心に、ニュートリノや陽子の研究を行うための施設となっている。

## 歴史

### スーパーカミオカンデの建造
1983年に運用が開始された旧カミオカンデの当初の目的は陽子崩壊の観測であった。地下深くに多量の水を蓄えてそれを常時四方八方から観測しつづけるというアイデアは小柴昌俊によるものであったが、米国でも同様のアイデアでアーバイン＝ミシガン＝ブルックヘブン（IMB）実験が計画されていた。IMBが深度610mに直径5インチの光電子増倍管を2048個設置したのに対し、カミオカンデはより深い地下1000mに20インチ光電子増倍管を1000本設置した。貯水槽の容量は7000トン対3000トンとIMBのほうが大きかったが、光の検出効率はカミオカンデが16倍も良好であった。
1987年の超新星爆発に伴うニュートリノの検出・分析はのちの小柴のノーベル賞受賞につながる一大業績であったが、太陽ニュートリノ検出の面では運用当初から貯水槽と検出器の規模の不足が実感されており、1983年末の時点で早くも小柴は新たな検出装置建造についての提案を行っていた。
実際にスーパーカミオカンデの建造が開始されるのは1991年のことであった。建造には民間企業が多く参加した。三井金属鉱業が掘削、三井造船が水槽を建造し、データ処理は富士通、超純水はオルガノ、大口径光電子倍増管は旧カミオカンデに引き続いて浜松ホトニクスが担当した。
1994年7月、空洞掘削工事が完了。1995年中頃にタンクの建設が完了した。1995年6月から光電子増倍管の取り付け作業と電子回路への接続が行われ、同年12月に完了した。その後2か月以上を要して5万トンのタンクを超純水で満たし、1996年4月1日0時に完成した。

### 初期の成果
スーパーカミオカンデは当初から日米の研究者の共同研究という形で開始された。IMB試験が1991年初頭に終了し、その主力メンバーがスーパーカミオカンデに合流することとなったのである。
1996年4月1日0時から後述の破損事故までの時期を Super-Kamiokande I (SK-I) と呼称する。1998年には地球の反対側から飛来する大気ニュートリノの数が少ないことを示し、ニュートリノ振動の証拠として世界に発信した。これにより、スーパーカミオカンデ実験グループはこの年の朝日賞を受賞した。1999年には世界初の長基線ニュートリノ実験K2Kを開始し、大気ニュートリノで発見されたニュートリノ振動の検証に成功した。2001年にはカナダのSNO実験の結果と合わせ、太陽から来るニュートリノも振動していることを発見した。

### 光電子増倍管破損事故とSuper-Kamiokande Ⅱ

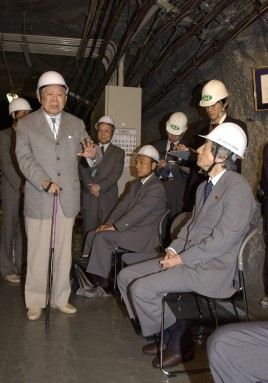
2003年8月27日、東京大学宇宙線研究所神岡宇宙素粒子研究施設にて内閣総理大臣小泉純一郎（右端）らにスーパーカミオカンデを説明する東京大学名誉教授小柴昌俊（左端）

2001年11月12日11時01分、光電子増倍管の70%を損失するという大規模な破損事故が発生した。光電管爆縮時の衝撃波による連鎖破壊で、原因は補修作業時の負荷で基部にクラックが入ったためとされた。破壊された数量の光電子増倍管の生産には約4年を要するため、2002年光電子増倍管にプラスチックカバーを被せる防爆措置を行った上で、予備を加えた5,200本の光電子増倍管を再配置し、部分復旧された。これを「Super-Kamiokande II」と呼称する。この破損事故の震動は、近くの高感度地震観測網 (Hi-net) 神岡観測点 (KOKH) において観測されている。

### 完全復旧 (Super-Kamiokande Ⅲ)
2005年7月より、スーパーカミオカンデの完全再建計画が文部科学省によって承認された。同年10月から観測を中止して破損光電管の交換作業を開始、2006年4月にほぼ完了した。2006年7月11日に建造時と同数の光電管を備えた「Super-Kamiokande III」として観測を再開した。

### Super-Kamiokande IV
2008年夏には、さらなる性能向上のために、信号読み出し回路の総入れ替えを行った。以降を「Super-Kamiokande IV」と呼ぶ。

### Super-Kamiokande V
2018年、反電子ニュートリノに加えて中性子による信号を捉えるため純水にガドリニウムを添加し新たな観測を行うための改修が行われた。この際12年ぶりにスーパーカミオカンデ内の水槽内部を報道陣に公開した。止水補強工事、タンク内配管の改良、不具合のある光電子増倍管の交換も実施した。
2019年1月より超純水による試運転を兼ねた観測が行われた。これ以降を「Super-Kamiokande V」と呼ぶ。2020年8月よりガドリニウム添加後の本格的な観測が始まった。

### 事業仕分けの影響
2009年11月、民主党が行った行政刷新会議事業仕分けにおいて「国立大学運営費交付金(2)特別教育研究経費」の交付額についての評定がなされ、「廃止6名、縮減6名、要求どおり2名」となり予算の縮減が決定した。この評議では研究の意義などは一切議論されず、ただ単純に予算全体を一括して縮減すべきであるという判断がなされた。実験代表者の鈴木洋一郎は、予算の縮減による影響で観測が止まってしまう可能性もあり、そうなると稀有なニュートリノの検出を逃してしまうこと、測定器の質を維持できなくなることなどによって、世界トップとなった日本のニュートリノの研究のはずが二流、三流となってしまうと主張した。

## 他の関連プロジェクト

### カミオカンデ、カムランド
カミオカンデは、1983年から1996年まで東京大学宇宙線研究所により運用された。その後解体され、跡地に東北大学が反ニュートリノ検出器であるカムランドを設置し2002年より運用を開始した。カミオカンデとは異なり液体シンチレータを用いた装置で、原子炉ニュートリノをはじめとした各種研究を行い成果を上げている。

### ハイパーカミオカンデ
スーパーカミオカンデをさらに上回る性能を持つ超大型地下実験装置ハイパーカミオカンデ計画が進行中である。2027年の実験開始を目指している。
タンクの体積は26万トン、有効体積は19万トンでスーパーカミオカンデの約10倍となる。内水槽の側面には50cm径の超高感度光センサーが4万本取り付けられる予定である。ニュートリノと反ニュートリノの振動の違い（CP対称性の破れ）の発見と精密測定による宇宙の物質の起源の解明、ニュートリノ天文学のさらなる発展、陽子崩壊の発見による「素粒子の統一」と「電磁力・弱い力・強い力の統一」の証明を目的とする。
2015年1月に13カ国の研究機関や大学が参加する国際共同研究グループが正式発足した。
2020年1月、ハイパーカミオカンデ計画の初年度予算35億円を含む2019年度補正予算が成立し、2021年5月に着工した。
2022年6月現在、アルメニア、ブラジル、カナダ、チェコ、フランス、ドイツ、インド、イタリア、日本、韓国、メキシコ、モロッコ、ポーランド、ロシア、スペイン、スウェーデン、スイス、イギリス、ウクライナ、アメリカの20ヶ国の研究者が参加している。

## 広報活動
スーパーカミオカンデ一般公開は年1回秋に行われてきた。2020年、2021年はオンラインで行われた。
2017年には広報と寄付募集のためにスーパーカミオカンデのジグソーパズルを制作し、東大柏キャンパス一般公開や東大生協などで販売した。